# Stanisław Łukaszczyk
Stanisław Łukaszczyk (Murzasichle, 13 de julio de 1944) es un deportista polaco que compitió en biatlón.
Ganó dos medallas en el Campeonato Mundial de Biatlón, plata en 1966 y bronce en 1965. Participó en los Juegos Olímpicos de Grenoble 1968, ocupando el cuarto lugar en la prueba por relevos y el octavo lugar en la individual.

## Palmarés internacional
| Campeonato Mundial | Campeonato Mundial           | Campeonato Mundial | Campeonato Mundial |
| Año                | Lugar                        | Medalla            | Prueba             |
| ------------------ | ---------------------------- | ------------------ | ------------------ |
| 1965               | Elverum (Noruega)            | Medalla de bronce  | Equipo             |
| 1966               | Garmisch-Partenkirchen (RFA) | Medalla de plata   | Relevos            |